# André Vard
André Vard (* an einem 9. November) ist ein in Wiesbaden lebender Schlagzeuger, Musiker, Songwriter und Sound Designer, der unter anderem mit Künstlern wie Erick Decks, Kader Kesek (Megalomaniax), Randy Ponzio, Linkin Park, Pink, Marilyn Manson, The Prodigy und vielen anderen auftrat und arbeitete bzw. arbeitet.
Mit seiner ehemaligen Band Korona spielte er 2001 bei Rock am Ring, Rock im Park und anderen Festivals sowie als Vorgruppe einiger Bands der Metal-Szene wie zum Beispiel Ill Niño.
Als Solokünstler trat er unter anderem auf der Vienna Fashion Week auf.
Seine Spezialität, im Zusammenspiel von akustischem und elektronischem Schlagzeug, ist die Dynamisierung von elektronischen Schlagzeugklängen, wie sie sonst nur von akustischen Trommeln erzeugt werden, aber auch in umgekehrter Weise, ein akustisches Set, wie ein elektronisches Schlagzeug klingen zu lassen.

## Leben
Schon in frühester Kindheit trommelte André Vard auf Kochtöpfen und kreiert heute noch immer Sounds damit. Sein erstes Schlagzeug bekam er im Alter von 9 Jahren, seinen ersten öffentlichen Auftritt hatte er mit einer Schulband. André Vard erwarb seine Fähigkeiten zunächst in einer Schlagzeug-AG an seiner damaligen Schule, danach bei einem privaten Schlagzeuglehrer, wo er ein Jahr lang Basis-Übungen für die Kleine Trommel erlernte. Später nahm er kurzzeitig an Workshops des bekannten Jazzschlagzeugers Janusz Maria Stefański teil und absolvierte die Meisterklasse am Drummers Collective in New York. Weitestgehend ist er aber Autodidakt.
Seit 1996 macht er professionell Musik und arbeitet im Studio mittlerweile auch als Sounddesigner, Komponist und Produzent unter anderem für Fernseh- und Filmmusik, Computerspiele sowie für andere Künstler, Bands und verschiedene Unternehmen.
Daneben entwickelt er eigene Klang-Projekte, wie zum Beispiel die Zusammenarbeit mit Hip Hop- und Street Dance Crews, für die er anhand der durch die Tänzer erzeugten Geräusche eigenständige Sounds entwickelt und daraus wiederum Beats und Musik entstehen lässt.
André Vard arbeitet unter anderem mit dem Komponisten und Musiker Rolf Gehlhaar zusammen.

## Werke
1996 erschien die EP Da Phunk der Crossover-/Hip-Hop-/Funk-Formation Funk-A-Tac. Es folgten die Solo-Projekte United Beats Vol. 1 und Vol. 2 und Short Cut Solos. 2005 erschien nach mehreren EPs das Debüt-Album Beaking The Silence der Band Korona, von dem es einige Songs wie Tomorrow: Cut! in vielen bekannten Internetcharts auf Platz 1 schafften. Aktuell produziert André Vard verschiedene Songs und Sounds für sein Multimedia-Projekt Bionicsounds, die auch im Radio gespielt werden.

## Equipment
André Vard spielt eine Drumset-Kombination von Spaun Drums (akustisch) und Roland V-Drums (elektronisch), Becken von Sabian und/oder Paiste, Factory Metal Percussion Cymbals, und die Demon Direct Drive-Fußmaschine von Pearl. Als Endorser von ICE STIX Germany hat er seinen eigenen Signature Drum Stick. Er wird außerdem endorsed und unterstützt von König & Meyer, Ableton, Cycling’74 (Max/MSP), Musik Meyer, Fischer Amps and Zaor.